# Max Heim
Max Heim (* 1925) ist ein ehemaliger Geheimdienstoffizier im Ministerium für Staatssicherheit (MfS) der DDR und später prominenter Überläufer.
Heim geriet während des Zweiten Weltkrieges als junger Soldat der Wehrmacht in sowjetische Kriegsgefangenschaft. Er trat in die SED ein und wurde 1952 Redakteur beim damaligen Deutschlandsender. Im Jahre 1953 begann er seine Tätigkeit für das MfS und wurde dort 1954 zum Offizier befördert. Zuletzt bekleidete er den Dienstgrad eines Hauptmanns und war als Referatsleiter in der Abteilung II der Hauptverwaltung A (HVA), zuständig für Spionage gegen die christlichen Parteien (im Wesentlichen CDU und CSU) in der Bundesrepublik Deutschland.
Am 16. Mai 1959 gelang es Heim, sich in die Bundesrepublik abzusetzen, wo er sein geheimdienstliches Wissen westlichen Nachrichtendiensten zur Verfügung stellte. Das Bundesamt für Verfassungsschutz hielt seine Informationen auf 1500 Schreibmaschinenseiten fest, darunter zu Struktur und Aufgaben der HVA, zu Führungs- und Kontrollorganen, zur Schulung der HVA-Mitarbeiter und konspirative Wohnungen. Er übergab Dienstanweisungen, Listen von Telefonanschlüssen und Personenverzeichnisse. Noch 1979 bewertete das BfV ihn intern als einen der wichtigsten Überläufer. Er gab unter anderem an, 2000 bis 3000 DDR-Agenten seien in der Bundesrepublik tätig. Er konnte 21 namentlich identifizieren und beschreiben, darunter die enttarnten Wolfram von Hanstein und Anton Donhauser. Letzterer wurde zu neun Monaten auf Bewährung verurteilt. Letzterer war ab 1955 unter dem Namen Döllinger beim MfS registriert. Das MfS plante jahrelang mit der Operation Gegenschlag die Entführung Heims aus dem Westen. Zu dessen Sicherheit stattete das BfV ihn mit einer neuen Identität aus.